# Länsväg 296
De Zweedse weg 296 (Zweeds: Länsväg 296) is een provinciale weg in de provincies Dalarnas län, Gävleborgs län en Jämtlands län in Zweden en is circa 177 kilometer lang.

## Plaatsen langs de weg
- Orsa
- Skattungbyn
- Furudal
- Ytterhogdal

## Knooppunten
- E45 bij Orsa (begin)
- Länsväg 301: start gezamenlijk tracé, bij Furudal
- Länsväg 301: einde gezamenlijk tracé
- Länsväg 310
- Riksväg 84: gezamenlijk tracé
- E45 bij Ytterhogdal